# Przystanek wiedeński

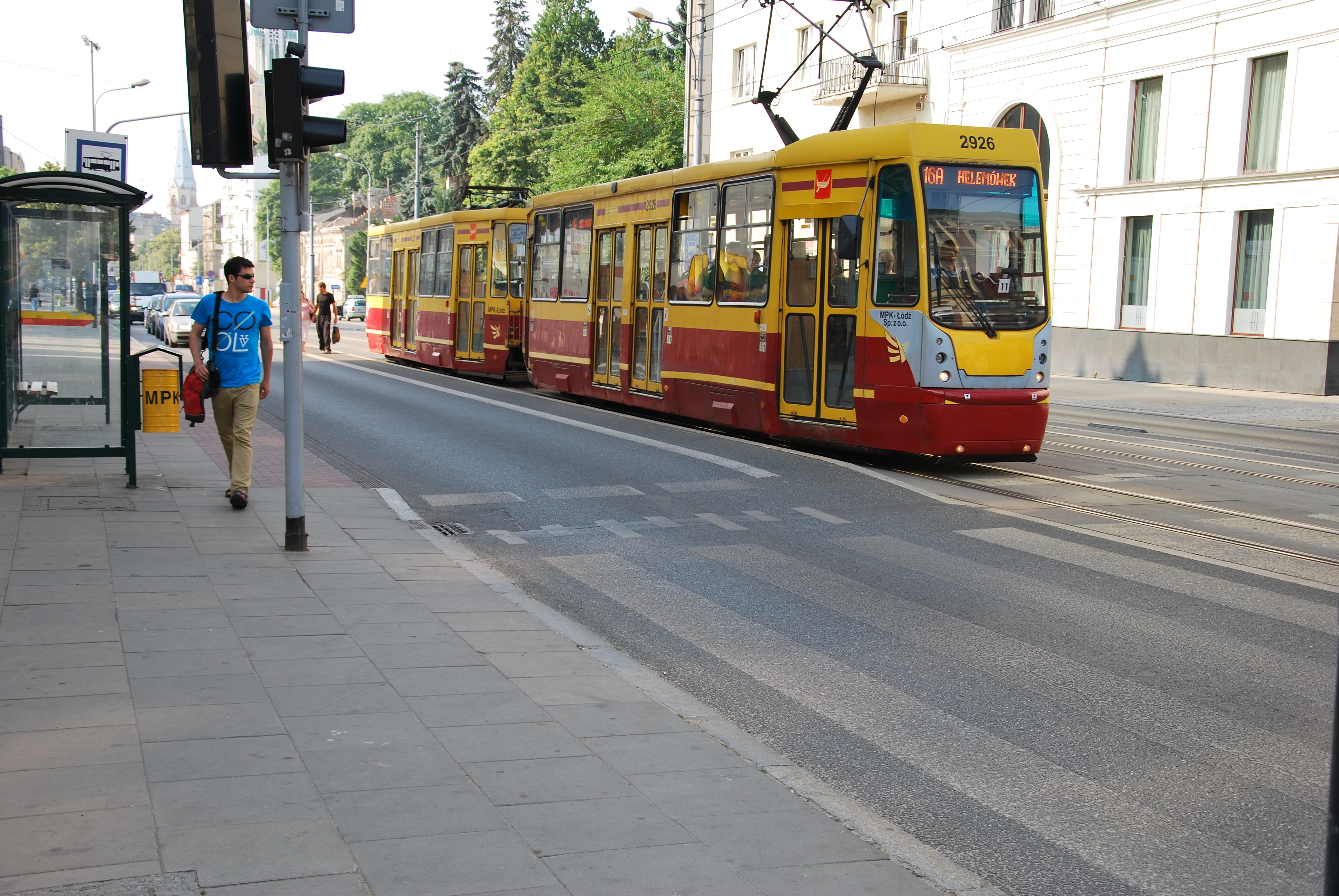
Przystanek wiedeński przy ul. Piotrkowskiej w Łodzi

Przystanek wiedeński – rodzaj przystanku tramwajowego, który po raz pierwszy zrealizowano w Wiedniu. Jego konstrukcja polega na podniesieniu jezdni w rejonie przystanku do poziomu chodnika. Rozwiązanie umożliwia łatwiejsze dojście i wsiadanie do tramwaju oraz spowalnia ruch i zwiększa bezpieczeństwo pieszych.

## Przystanki wiedeńskie w Polsce
W Polsce inwestycje tego typu zrealizowano między innymi w Łodzi na ul. Piotrkowskiej, we Wrocławiu na ul. Glinianej, Piłsudskiego, Przyjaźni, Hubskiej, Trzebnickiej, Krupniczej i Curie-Skłodowskiej, w Krakowie na ul. Lubicz, Królewskiej, Podchorążych, Basztowej, Dunajewskiego, Krakowskiej, w Szczecinie na ul. Arkońskiej i Niemierzyńskiej, w Warszawie na ul. Kawęczyńskiej i przy tunelu Trasy W-Z, w Poznaniu na ul. Gwarnej, Strzeleckiej (przystanki „Łąkowa” i „Plac Wiosny Ludów”) i Górnej Wildzie, w Gnieźnie na ul. Franklina Roosevelta, w Toruniu na placu św. Katarzyny, w Olsztynie na ul. Kościuszki, Gdańsku na ul. Siennickiej i ul.Teofila Lenartowicza, w Górnośląsko-Zagłębiowskiej Metropolii na ul. Katowickiej w Bytomiu, w Bydgoszczy na ul. Focha i Chorzowie na ul. 3 Maja.